# Bahoz Erdal
Bahoz Erdal, nascut Fahman Husain (kurd Fehman Hussein) és un membre i comandant del Partit dels Treballadors del Kurdistan (PKK). És d'origen kurd de Síria. Fou cap de la Hezen Parastina Gel (HPG), braç armat del PKK a partir de juny de 2004 fins a juliol de 2009, quan va ser reemplaçat per Sofi Nurettin. Des de 2004 és un dels tres membres del Comitè Executiu del PKK, que inclou també, en qualitat de líder del PKK, Murat Karayılan i el cofundador del PKK Cemil Bayık, que va precedir Bahoz Erdal com a comandant militar del PKK.
Alguns analistes de seguretat turcs han afirmat que Erdal pot ser el líder dels Falcons de la Llibertat del Kurdistan (TAK).